# Laasen (Probstzella)
Laasen ist ein Weiler von Probstzella im Landkreis Saalfeld-Rudolstadt in Thüringen.

## Geografie
Laasen ist der nördlichste Ortsteil von Probstzella. Der Weiler liegt auf der Südseite eines Sattels zwischen Kulmhügel (496 m) im Nordosten und der Soolze (495 m) im Südwesten auf einer mittleren Höhe von 430 m ü. NN. Das Dorf gruppiert sich um den Dorfbach, der mit seiner Quelle den Ursprung des zur Loquitz fließenden Dorfbaches bildet. 431,40 ha umfasst die Gemarkung. Die Kreisstraße 160 verbindet den Ort mit der Bundesstraße 85 bei Unterloquitz.

## Geschichte

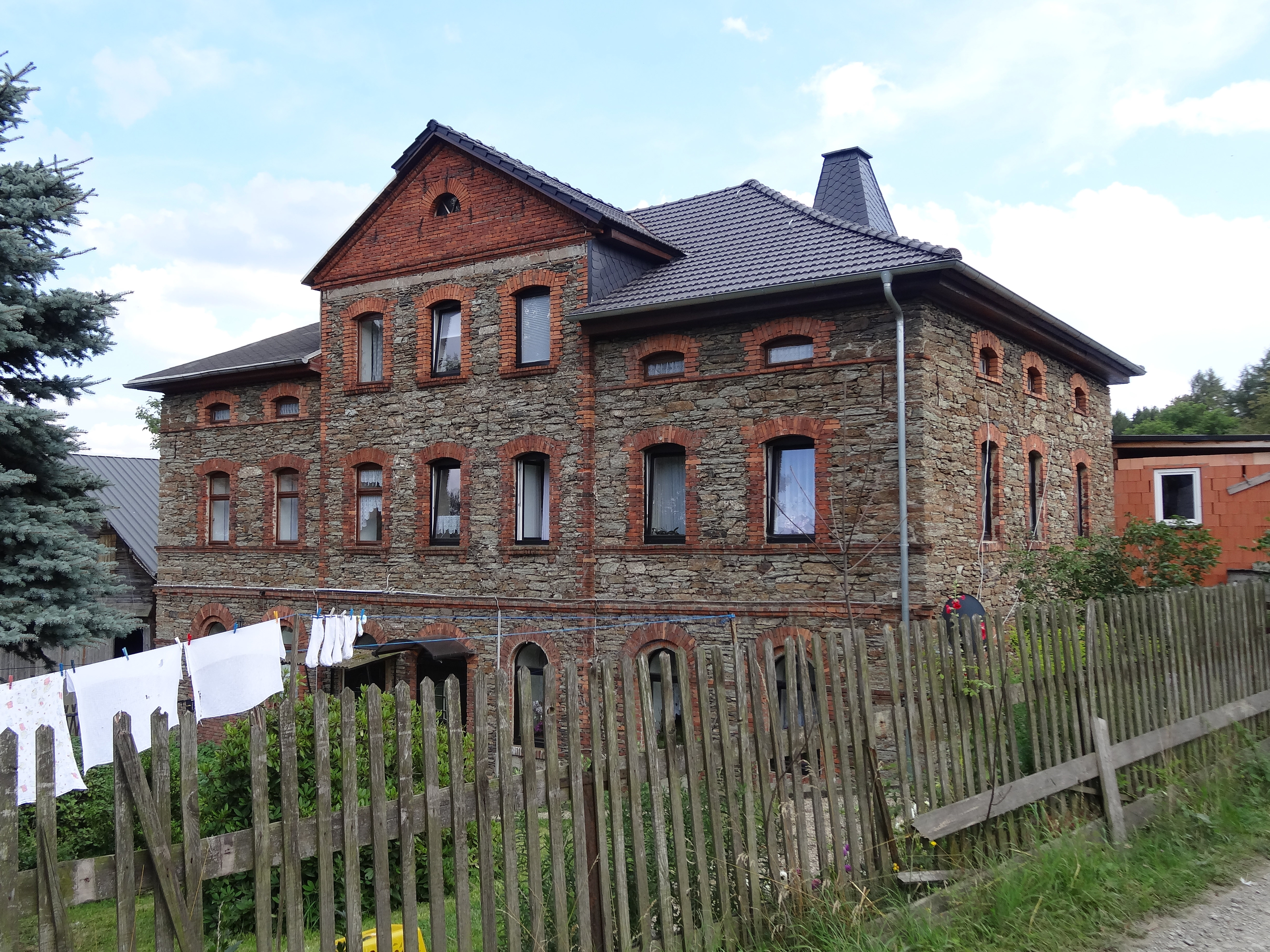
Haus in Laasen

Am 2. April 1363 wurde der Weiler erstmals urkundlich genannt. Im 12. Jahrhundert begann die Waldrodung durch Slawen. Lasan (Laz = Rodung unbebauter Äcker) auf slawisch. Im Mittelalter gab es eine kleine Gutsherrschaft. 1363 erscheint ein Heintze von Lasan als Ratsmann in Saalfeld. 1373 ist das Dorf zinspflichtig an die Propstei Zella. Später besaß das Rittergut ein Herr Holbach, der 1489 an die Herren Lengefeld verkaufte. Die Dorfbewohner waren zu dieser Zeit den Herren lehns-, zins- und fronpflichtig sowie gerichtsuntertänig. 1747 übernahm die schwarzburgische Landesherrschaft das Gut und löste es zehn Jahre später auf. Das Herrenhaus, der Edelhof der Familie Lengefeld, stand unter Denkmalschutz, musste aber 1958 wegen Baufälligkeit abgebrochen werden. Laasen lag bis 1918 im Leutenberger Gebiet der Oberherrschaft des Fürstentums Schwarzburg-Rudolstadt.
1791 wurde die noch stehende Kirche gebaut. 1863 gab es sieben Ganz- und zwei Halbauerngüter. 1990 bewirtschaftete die Kooperation Beulwitz die Flächen. Von den 70 Einwohnern arbeiteten die meisten arbeitsfähigen Personen in der Landwirtschaft.

### Wüstung Lohmendorf
Etwa zeitgleich mit Laasen entstand die Dorfstelle „Lohmendorf“. Sie befindet sich heute im nordöstlichen Flurbezirk der Gemarkung Laasen, etwa zwei Kilometer westlich von Eichicht in der Flur Auf dem Lohmen. Beim Tiefpflügen wurden ab 1985 verziegelter Wandbewurf und 110 Scherben spätmittelalterlicher Keramik beobachtet. Die 1533 urkundlich bereits als Wüstung genannte Siedlung befand sich an einem Verbindungsweg vom Saaletal zum Loquitztal. Nach Ansicht der Entdecker wurde die Siedlung mit dem Einsetzen des Bergbaus angelegt. Von den 38 Flurstücken wurden im 16. Jahrhundert 21 Flurstücke von Fischersdorfer Bauern bewirtschaftet, wo auch die zugehörige Pfarrkirche der Siedlung stand.